# Ісламський культурний центр імені Мухаммада Асада
Ісламський культурний центр імені Мухаммада Асада — мечеть і культурна організація в місті Львів.
Львівський ісламський культурний центр названо на честь видатного мусульманського діяча світової величини Мухаммада Асада. Мухаммад Асад народився у 1900 році і при народженні мав ім'я Леопольд Вайс. Він зробив значний внесок у розвиток ісламської культури, був автором багатьох книг, в тому числі і перекладу Корану на англійську мову. Був представником Пакистану в ООН, радником короля Саудівської Аравії, професором відомого університету Аль-Азгар. Після прийняття Ісламу він змінив своє ім'я, але й у новому імені він зберіг спогади про своє львівське коріння («Асад» — це «Лев» арабською мовою).
Відкриття культурного центру відбулось 5 червня 2015 року за ініціативою Духовного управління мусульман України «Умма», ВАГО «Альраід» та релігійної громади «Ен-Небрас». Голова центру — Амін Аль Касем.

## Інфраструктура
Тут функціонує молитовна зала (мечеть, у якій одночасно можуть молитися близько двохсот вірян); бібліотека з літературою арабською, українською, англійською, кримськотатарською і російською мовами; регіональна громадська організація «Ен-Небрас», яка свого часу стала однією з основотворчих частин ВАГО «Альраїд»; музей; також є дві аудиторії для спільного відзначення свят, спілкування і навчання, зокрема для недільної школи з вивчення арабської мови та культури ісламського світу (уроки з фікгу, Корану, історії ісламу).

## Духовне керівництво
До 2022 року імамом Львова і Галичини був Мурат Сулейманов, якого з початком повномасштабного російського вторгнення було обрано муфтієм Духовного управління мусульман України «Умма». Новим імамом було призначено Ібрагіма Жумабекова.

## Діяльність
Основна діяльність ІКЦ полягає насамперед у налагодженні міжрелігійного та міжкультурного діалогу, донесенні до українців правдивої інформації про Іслам, руйнації міфів щодо Ісламу та мусульман, а також підвищення освіченості мусульман України. Також надається можливість провести обряд нікях (одруження) та джаназа-намаз (заупокійна молитва).
5 грудня 2016 року уповноважений представник центру підписав Хартію мусульман України.
Представники центру регулярно беруть участь у місцевих духовно-мистецьких і міжрелігійних заходах.

## Галерея

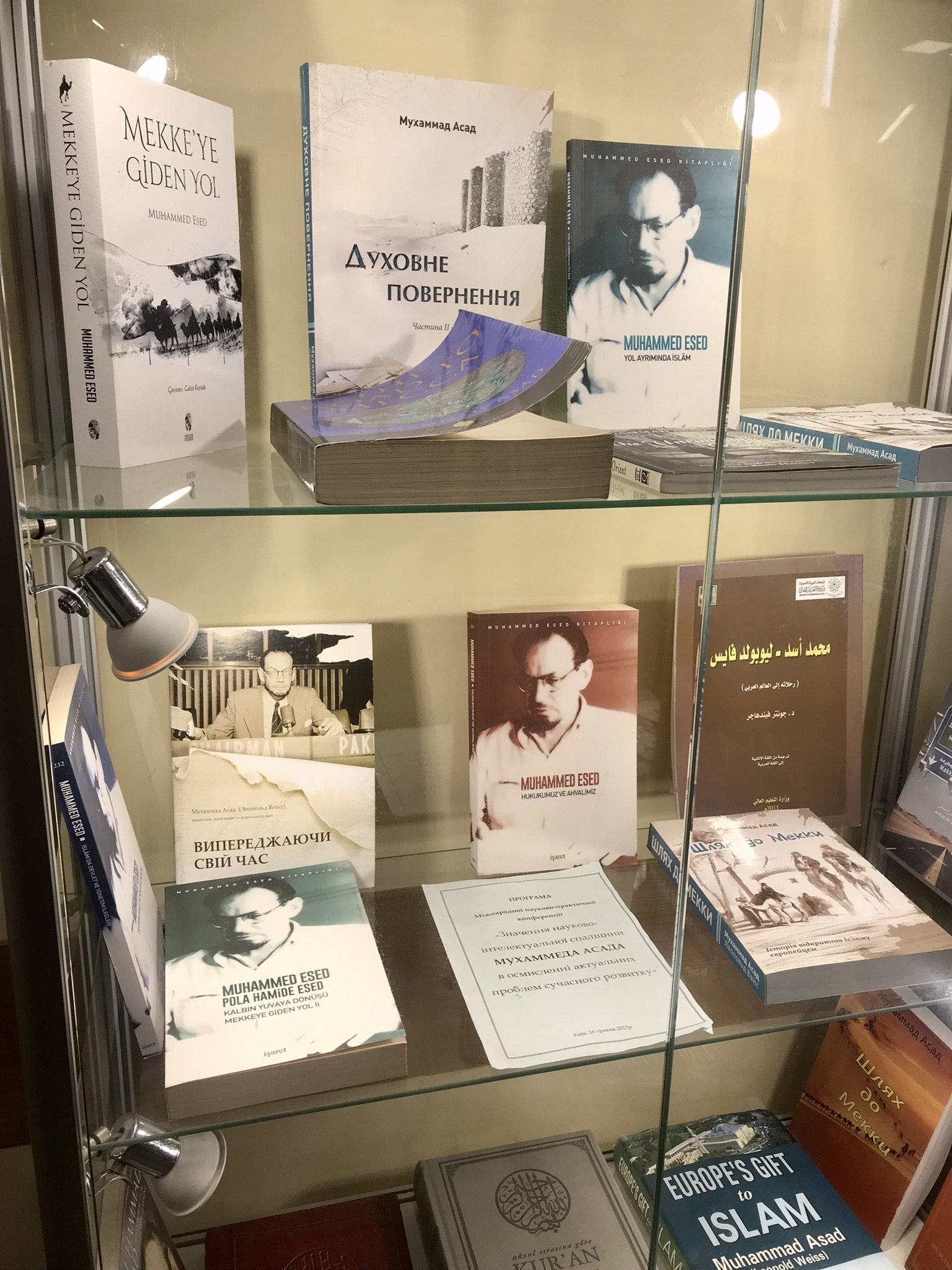
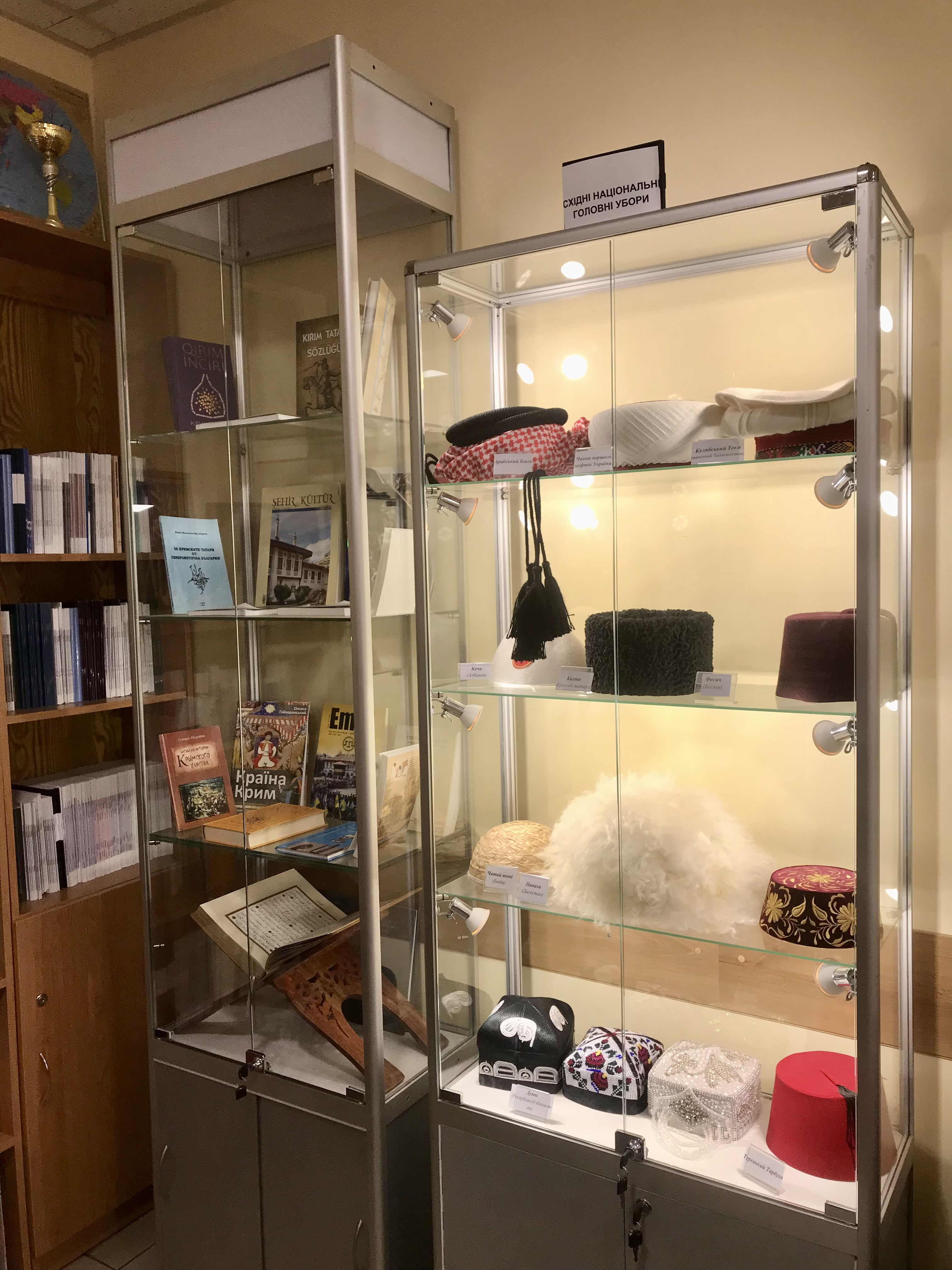
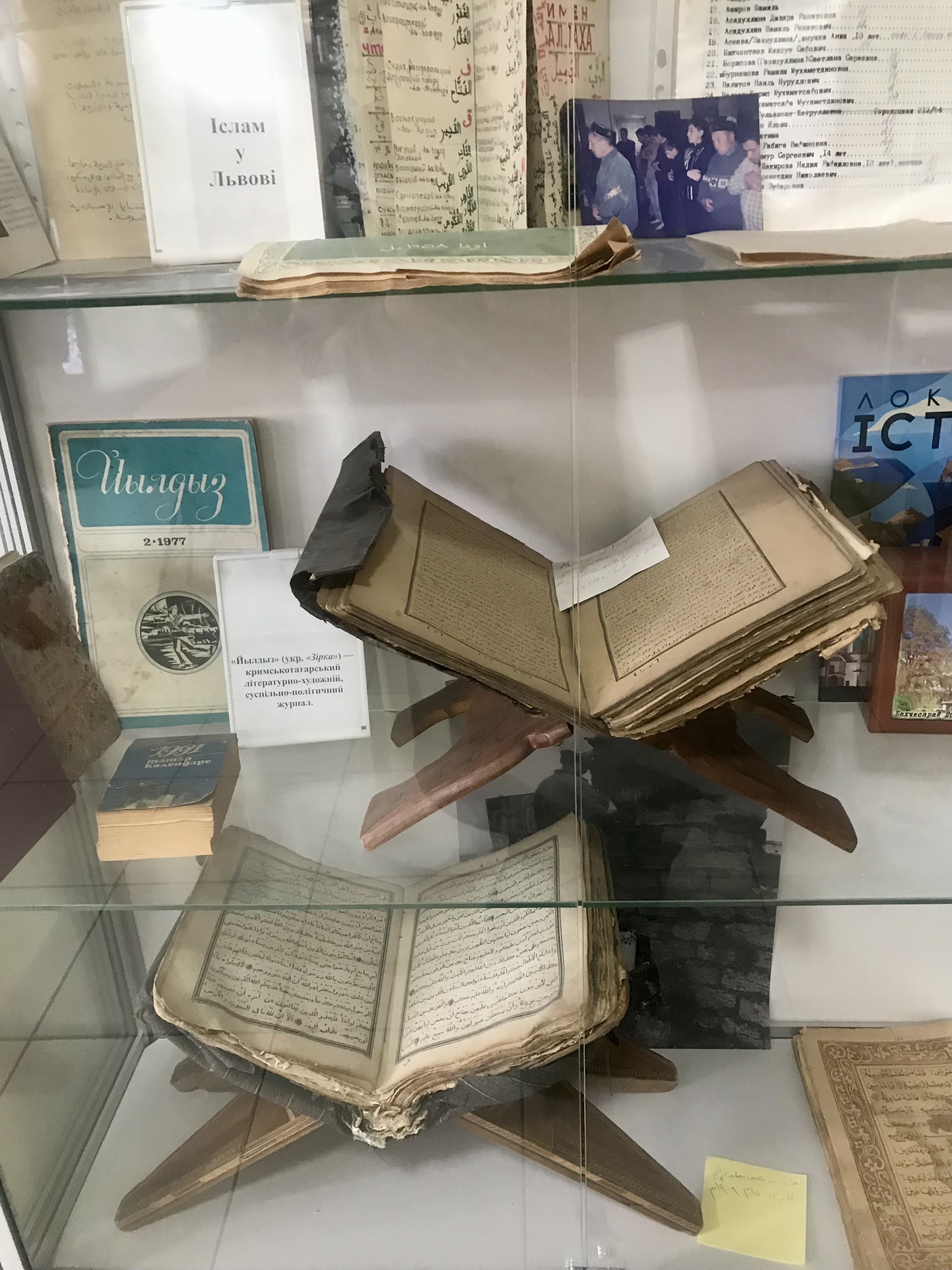